# Valentini Grammatikopoulou
Valentini Grammatikopoulou (řecky Βαλεντίνη Γραμματικοπούλου, přechýleně Grammatikopoulouová; * 9. února 1997 Kilkis) je řecká profesionální tenistka. Ve své dosavadní kariéře vyhrála jeden singlový turnaj v sérii WTA 125, když triumfovala na Vancouver Open 2022. Na okruhu ITF získala čtrnáct titulů ve dvouhře a dvacet osm ve čtyřhře.
Na žebříčku WTA byla ve dvouhře nejvýše klasifikována v srpnu 2022 na 143. místě a ve čtyřhře pak v únoru 2022 na 118. místě.
V řeckém týmu Billie Jean King Cupu debutovala v roce 2014 základním blokem 3. skupiny zóny Evropy a Afriky proti Kypru, v němž vyhrála úvodní dvouhru s Elizou Omirou. Řekyně zvítězily 3:0 na zápasy. Do září 2023 v soutěži nastoupila k dvaceti třem mezistátním utkáním s bilancí 16–5 ve dvouhře a 7–5 ve čtyřhře.

## Finále na okruhu WTA Tour
| Legenda                                      |
| -------------------------------------------- |
| D – dvouhra; Č – čtyřhra                     |
| Grand Slam (0)                               |
| Turnaj mistryň (0)                           |
| Premier Mandatory & Premier 5 / WTA 1000 (0) |
| Premier / WTA 500 (0)                        |
| International / WTA 250 (0–1 Č)              |

### Čtyřhra: 1 (0–1)
| Stav       | č. | datum         | turnaj              | povrch | spoluhráčka       | soupeřky ve finále                   | výsledek              |
| ---------- | -- | ------------- | ------------------- | ------ | ----------------- | ------------------------------------ | --------------------- |
| Finalistka | 1. | červenec 2021 | Lausanne, Švýcarsko | antuka | Ulrikke Eikeriová | Susan Bandecchiová Simona Waltertová | 3–6, 7–6(7–3), [5–10] |

## Finále série WTA 125
| D – dvouhra; Č – čtyřhra |
| WTA 125 (1–0 D; 0–1 Č)   |

### Dvouhra: 1 (1–0)
| Stav    | č. | datum      | turnaj            | povrch | soupeřka ve finále | výsledek |
| ------- | -- | ---------- | ----------------- | ------ | ------------------ | -------- |
| Vítězka | 1. | srpen 2022 | Vancouver, Kanada | tvrdý  | Lucia Bronzettiová | 6–2, 6–4 |

### Čtyřhra: 1 (0–1)
| Stav       | č. | datum         | turnaj      | povrch    | spoluhráčka       | soupeřky ve finále     | výsledek |
| ---------- | -- | ------------- | ----------- | --------- | ----------------- | ---------------------- | -------- |
| Finalistka | 1. | prosinec 2021 | Soul, Korea | tvrdý (h) | Réka Luca Janiová | Choi Ji-hee Han Na-lae | 4–6, 4–6 |

## Tituly na okruhu ITF
| Dotace turnajů okruhu ITF | Dotace turnajů okruhu ITF |
| ------------------------- | ------------------------- |
| 100 000 $ tournaments     | 80 000 $ tournaments      |
| 80 000 $ tournaments      | 60 000 $ tournaments      |
| 40 000 $ tournaments      | 25 000 $ tournaments      |
| 15 000 $ tournaments      | 10 000 $ tournaments      |

### Dvouhra (14 titulů)
| Č.  | datum              | turnaj                           | povrch      | poražená finalistka       | výsledek           |
| --- | ------------------ | -------------------------------- | ----------- | ------------------------- | ------------------ |
| 1.  | 28. dubna 2013     | Heráklion, Řecko                 | koberec (h) | Amy Bowtellová            | 6–3, 6–4           |
| 2.  | 5. května 2013     | Heráklion, Řecko                 | koberec (h) | Lee Pei-chi               | 7–6(7–4), 3–6, 6–2 |
| 3.  | 11. srpna 2013     | Pirot, Srbsko                    | antuka      | Eva Wacannová             | 6–1, 6–4           |
| 4.  | 14. září 2014      | Vrnjačka Banja, Srbsko           | antuka      | Dea Herdželašová          | 1–6, 6–3, 7–6(7–5) |
| 5.  | 23. srpna 2015     | Oldenzaal, Nizozemsko            | antuka      | Katharina Lehnertová      | 7–6(7–2), 6–3      |
| 6.  | 4. října 2015      | Marsá al-Qantáwí, Tunisko        | tvrdý       | Caroline Roméová          | 2–6, 6–2, 6–3      |
| 7.  | 19. října 2015     | Heráklion, Řecko                 | tvrdý       | Pemra Özgenová            | 3–6, 6–3, 6–3      |
| 8.  | 1. listopadu2015   | Heráklion, Řecko                 | tvrdý       | Julia Stamatovová         | 7–5, 6–1           |
| 9.  | 18. června 2016    | Minsk, Bělorusko                 | antuka      | Anna Kalinská             | 6–3, 4–1skreč      |
| 10. | 11. prosince 2016  | Hammámet, Tunisko                | tvrdý       | Jelena Simićová           | 6–1, 6–3           |
| 11. | 19. listopadu 2017 | Dakar, Senegal                   | tvrdý       | Chanel Simmondsová        | 6–0, 7–6(7–1)      |
| 12. | červenec 2021      | Telavi, Gruzie                   | antuka      | Tessah Andrianjafitrimová | 7–5, 6–4           |
| 13. | květen 2023        | Santa Margherita di Pula, Itálie | antuka      | Kathinka von Deichmannová | 6-4, 6-1           |
| 14. | červen 2023        | Otočec, Slovinsko                | antuka      | Rebecca Šramková          | 6–4, 6–4           |

### Čtyřhra (28 titulů)
| Č.  | datum             | turnaj                           | povrch    | spoluhráčka             | poražené finalistky                         | výsledek               |
| --- | ----------------- | -------------------------------- | --------- | ----------------------- | ------------------------------------------- | ---------------------- |
| 1.  | 19. dubna 2014    | Heráklion, Řecko                 | tvrdý     | Natela Dzalamidzeová    | Despina Papamichailová Maria Sakkariová     | 6–7(6–8), 6–3, [10–5]  |
| 2.  | 29. března 2015   | Heráklion, Řecko                 | tvrdý     | Anastasija Komardinová  | Viktória Kužmová Petra Rohanová             | 7–5, 6–2               |
| 3.  | 4. dubna 2015     | Heráklion, Řecko                 | tvrdý     | Anastasija Komardinová  | Barbara Bonićová Tamara Čurovićová          | 6–2, 6–3               |
| 4.  | 11. dubna 2015    | Heráklion, Řecko                 | tvrdý     | Anastasija Komardinová  | Tamara Čurovićová Despina Papamichailová    | 6–2, 6–2               |
| 5.  | 8. května 2015    | Mytiléna, Řecko                  | tvrdý     | Rosalie van der Hoeková | Jošimi Kawasakiová Daiana Negreanuová       | 6–4, 6–3               |
| 6.  | 4. října 2015     | Marsá al-Qantáwí, Tunisko        | tvrdý     | Jelena Simićová         | Anette Munozovová Jana Sizikovová           | 4–6, 6–4, [10–6]       |
| 7.  | 11. října 2015    | Marsá al-Qantáwí, Tunisko        | tvrdý     | Valerija Strachovová    | Inês Murtaová Pauline Payetová              | 5–7, 6–3, [10–5]       |
| 8.  | 17. června 2016   | Minsk, Bělorusko                 | antuka    | Anna Kalinská           | Ulrikke Eikeriová Laura Pigossiová          | 4–6, 6–1, [10–2]       |
| 9.  | 25. června 2016   | Breda, Nizozemsko                | antuka    | Světlana Piraženková    | Daša Ivanovová Petra Krejsová               | 7–6(8–6), 6–4          |
| 10. | 24. července 2016 | Darmstadt, Německo               | antuka    | Anna Kalinská           | Anita Husarićová Dalila Jakupovićová        | 6–4, 6–1               |
| 11. | 20. srpna 2016    | Westende, Belgie                 | tvrdý     | Elyne Boeykensová       | Quirine Lemoineová Eva Wacannová            | 6–2, 6–3               |
| 12. | 9. září 2016      | Sofie, Bulharsko                 | antuka    | Quirine Lemoineová      | Lina Gjorcheská Viktorija Tomovová          | 6–4, 4–6, [10–6]       |
| 13. | 21. října 2016    | Lagos, Nigérie                   | tvrdý     | Prarthana Thombareová   | Kyra Shroffová Dhruthi Tatačar Venugopalová | 6–7(3–7), 6–3, [11–9]  |
| 14. | 8. června 2017    | Middelburg, Nizozemsko           | antuka    | Bibiane Schoofsová      | Naiktha Bainsová Daša Ivanovová             | 6–7(8–10), 7–5, [10–5] |
| 15. | 3. února 2018     | Glasgow, Spojené království      | tvrdý (h) | Ysaline Bonaventureová  | Dalma Gálfiová Katarzyna Piterová           | 7–5, 6–4               |
| 16. | 5. srpna 2018     | Woking, Spojené království       | tvrdý     | Dalma Gálfiová          | Emily Arbuthnottová Anna Danilinová         | 6–0, 4–6, [11–9]       |
| 17. | červenec 2019     | Haag, Nizozemsko                 | antuka    | Quirine Lemoineová      | Gabriella Da Silva-Ficková Anna Klasenová   | 6–2, 5–7, [10–3]       |
| 18. | srpen 2019        | Chiswick, Velká Británie         | tvrdý     | Sarah Beth Greyová      | Freya Christieová Samantha Murrayová        | 6–7(6–8), 6–3, [10–5]  |
| 19. | únor 2021         | Moskva, Rusko                    | Hard (i)  | Anastasija Zacharovová  | Jekatěrina Kazionovová Šalimar Talbiová     | 6–3, 5–7, [10–8]       |
| 20. | březen 2021       | Villa María, Argentina           | antuka    | Richèl Hogenkampová     | Victoria Bosiová María Lourdes Carléová     | 6–2, 6–2               |
| 21. | červen 2021       | Montemor-o-Novo, Portugalsko     | tvrdý     | Ulrikke Eikeriová       | Eri Hozumiová Akiko Omaeová                 | 6–1, 6–0               |
| 22. | červen 2021       | Staré Splavy, Česko              | antuka    | Richèl Hogenkampová     | Amina Anšbová Anastasia Dețiuc              | 6–3, 6–4               |
| 23. | únor 2022         | Porto, Portugalsko               | tvrdý (h) | Quirine Lemoineová      | Audrey Albiéová Léolia Jeanjeanová          | 6–2, 6–0               |
| 24. | únor 2022         | Porto, Portugalsko               | tvrdý (h) | Quirine Lemoineová      | Adrienn Nagyová Prarthana Thombare          | 6–2, 6–0               |
| 25. | listopad 2022     | Mejtar, Izrael                   | tvrdý     | Jekatěrina Jašinová     | Anna Kubarevová Marija Timofejevová         | 6–3, 7–5               |
| 26. | duben 2023        | Santa Margherita di Pula, Itálie | antuka    | Weronika Falkowská      | Angelica Moratelliová Arantxa Rusová        | 6–1, 6–1               |
| 27. | květen 2023       | Záhřeb, Chorvatsko               | antuka    | Dalila Jakupovićová     | Carole Monnetová Antonia Ružićová           | 6–2, 7–5               |
| 28. | červen 2023       | Kuršumlijska Banja, Srbsko       | antuka    | Sofja Lansereová        | Jazmin Ortenziová Ekaterina Reyngoldová     | 6–3, 6–2               |